# Universal Wrestling Federation (Bill Watts)
A Universal Wrestling Federation, que teve Bill Watts como dono, foi uma tentativa de levar a promoção de wrestling profissional Mid-South Wrestling a nível nacional em 1986. A tentativa falhou em 1987, quando Watts vendeu sua promoção para a Jim Crockett Promotions. Em 1990, Herb Abrams iniciou uma promoção de mesmo nome, mas sem relação com esta empresa.